# Chaman (Pakistán)
Chaman (Urdu: چمن ) es una localidad de Pakistán, en la provincia de Baluchistán.

## Demografía
Según estimación de 2010, la localidad contaba con 113 115 habitantes.